# 울머기
울머기는 가라르 지방의 물타입 스타팅 포켓몬이다. 

## 누겔레온
울머기의 진화형. 울머기가 레벨 16이 되면 진화한다. 첫 유출 당시 인텔리레온이나 울머기와 전혀 다른 색과 모습을 띠고 있어 이상하다는 평가가 많았다. 누겔레온에게는 장갑과 같이 생긴 부분이 있는데, 이것은 장갑이 아니라 누겔레온의 손이다.《포켓몬스터W》62화에서는 고우의 울머기가 누겔레온으로 진화했지만 울머기는 인텔리레온으로 진화하길 기대하고 있었기에,물속의 비친 인텔리레온이 아닌 자신의 모습을 보고 우울해져  고우의 래비풋처럼 고우와의 애정도가 떨어졌다.이 사건을 계기로 78화에서 인텔리레온으로 진화하기 전까지 계속 채박사파크의 동굴에만 틀어박혀 살고 있었다.

## 인텔리레온
누겔레온의 진화형. 누겔레온이 레벨 35가 되면 진화한다. 전용기는 '노려맞히기'로, 위력 80의 물 타입 특수 기술이다. 다른 두 스타팅보다 스피드가 빠른 편.

## 거다이맥스
거다이맥스한 인텔리레온의 물 타입 기술은 모두 '거다이저격'이라는 위력 160의 다이맥스 기술로 변한다. 부과효과는 상대방의 특성을 무시하고 공격한다. 한 손에 압축시킨 물을 끼워 총처럼 잡고, 꼬리가 아주 길어진 모습을 하고 있다.